# 1993 au Yukon
Chronologie du Yukon
- 1989
- 1990
- 1991
- 1992
- 1993
- 1994
- 1995
- 1996
- 1997

Cette page concerne des événements d'actualité qui se sont produits durant l'année 1993 dans le territoire canadien du Yukon.

## Politique
- Premier ministre : John Ostashek (Parti du Yukon)
- Chef de l'Opposition officielle : Tony Penikett (NPD)
- Commissaire : John Kenneth McKinnon
- Législature : 28e

## Événements
- L'UNESCO reconnaît la politique des relations communautaires de l'association franco-yukonnaise, intitulée Vivre ensemble en harmonie[1].
- Philippe Dumont devient le président de l'Association franco-yukonnaise[2].
- 25 octobre : Le PLC de Jean Chrétien remporte les élections fédérales avec 178 députés et obtient 43,5 % du vote et formera un gouvernement majoritaire. Le Parti progressiste-conservateur est quasi rayé de la carte avec seulement 2 députés et obtient 16 % des voix. Dans l'Ouest, le Parti Réformiste de Preston Manning a obtenu 52 députés. Au Québec, le Bloc québécois de Lucien Bouchard a obtenu 54 députés, obtient 49,3 % des votes et formera l'Opposition officielle. Bien que son parti, le NPD a été réduit avec seulement neuf sièges au Parlement en raison de l'impopularité des gouvernements de la Colombie-Britannique et l'Ontario reflète mal sur le parti fédéral, Audrey McLaughlin réussit à se faire réélire députée de sa circonscription du territoire du Yukon pour un troisième mandat et obtient 43,3 % du vote contre ses cinq adversaires, l'ancien maire de Whitehorse Don Branigan du libéral avec 23, 2 % du vote, Al Kapty du progressiste-conservateur avec 17, 7 % du vote, A.B. Short Thompkins du réformiste avec 13, 1 % du vote, Robert L. Olson du National avec 2, 0 % du vote et Geoffrey Cape de l'Héritage chrétien avec 0, 4 % du vote. McLaughlin annonce pour l'instant qui restera chef du parti jusqu'à son successeur.

## Naissances
- 14 mai : Andrea Sinclair (en), joueuse de curling.
- 6 juillet : Sarah Koltun (en), joueuse de curling.

## Décès
- 28 avril : Gordon Armstrong (en), premier maire de Whitehorse (º 1905)